# Birth of the Cool
A Birth of the Cool Miles Davis amerikai jazz-zenész válogatásalbuma. Davis nonettjének 12 dalát tartalmazza. A főleg komolyzene által inspirált zene hangszerelése rendkívül innovatívnak mondható. Ahogy a cím is mutatja, ezeket a felvételeket a cool jazz magjának tartják. A dalok nagy része rövidebb három percnél.
Az album több kiadást megélt.
A Boplicity dal szerzőjeként Cleo Henry szerepel. A név Davis álneve, mely anyja  – Cleota Henry – nevéből ered. 

Szerepel az 1001 lemez, amit hallanod kell, mielőtt meghalsz című könyvben.

## Az album dalai
|     | Cím           | Szerző(k)                                               | Hossz |
| --- | ------------- | ------------------------------------------------------- | ----- |
| 1.  | Move          | Denzil Best, hangszerelte John Lewis                    | 2:32  |
| 2.  | Jeru          | Gerry Mulligan                                          | 3:10  |
| 3.  | Moon Dreams   | Chummy MacGregor, Johnny Mercer, hangszerelte Gil Evans | 3:17  |
| 4.  | Venus de Milo | Gerry Mulligan                                          | 3:10  |
| 5.  | Budo          | Miles Davis, Bud Powell, hangszerelte John Lewis        | 2:51  |
| 6.  | Deception     | Miles Davis, hangszerelte Gerry Mulligan                | 2:45  |
| 7.  | Godchild      | George Wallington, hangszerelte Gerry Mulligan          | 3:07  |
| 8.  | Boplicity     | Cleo Henry (Miles David), hangszerelte Gil Evans        | 2:59  |
| 9.  | Rocker        | Gerry Mulligan                                          | 3:03  |
| 10. | Israel        | Johnny Carisi                                           | 2:15  |
| 11. | Rouge         | John Lewis                                              | 3:13  |

Az 1971-es kiadáson egy bónuszdal szerepelt, a Darn That Dream (Eddie DeLange, James Van Heusen, hangszerelte Gerry Mulligan).

### Felvételek ideje
- 1949. január 21. - Move, Jeru, Budo, Godchild
- 1949. április 22. - Venus de Milo, Boplicity, Israel, Rouge
- 1950. március 9. - Moon Dreams, Deception, Rocker, Darn That Dream

## The Complete Birth of the Cool (The Studio Sessions)
|     | Cím             | Szerző(k)                                                    | Hossz |
| --- | --------------- | ------------------------------------------------------------ | ----- |
| 1.  | Move            | Denzil Best, hangszerelte John Lewis                         | 2:32  |
| 2.  | Jeru            | Gerry Mulligan                                               | 3:10  |
| 3.  | Moon Dreams     | Chummy MacGregor, Johnny Mercer, hangszerelte Gil Evans      | 3:17  |
| 4.  | Venus de Milo   | Gerry Mulligan                                               | 3:10  |
| 5.  | Budo            | Miles Davis, Bud Powell, hangszerelte John Lewis             | 2:51  |
| 6.  | Deception       | Miles Davis, hangszerelte Gerry Mulligan                     | 2:45  |
| 7.  | Godchild        | George Wallington, hangszerelte Gerry Mulligan               | 3:07  |
| 8.  | Boplicity       | Cleo Henry (Miles David), hangszerelte Gil Evans             | 2:59  |
| 9.  | Rocker          | Gerry Mulligan                                               | 3:03  |
| 10. | Israel          | Johnny Carisi                                                | 2:15  |
| 11. | Rouge           | John Lewis                                                   | 3:13  |
| 12. | Darn That Dream | Eddie DeLange, James Van Heusen, hangszerelte Gerry Mulligan | 3:26  |

## The Complete Birth of the Cool (The Live Sessions)
|     | Cím                                 | Szerző(k)                                            | Hossz |
| --- | ----------------------------------- | ---------------------------------------------------- | ----- |
| 1.  | Birth of the Cool Theme             | Gil Evans                                            | 0:19  |
| 2.  | Symphony Sid bejelenti az együttest | -                                                    | -     |
| 3.  | Move                                | Denzil Best                                          | 3:40  |
| 4.  | Why Do I Love You                   | DeSylva, Gershwin, Gershwin, hangszerelte John Lewis | 3:41  |
| 5.  | Godchild                            | George Wallington                                    | 5:15  |
| 6.  | Symphony Sid bevezetője             | -                                                    | -     |
| 7.  | S'il Vous Plait                     | John Lewis                                           | -     |
| 8.  | Moon Dreams                         | Chummy MacGregor, Johnny Mercer                      | 5:06  |
| 9.  | Budo (Hallucinations)               | Bud Powell, Miles Davis                              | 1:25  |
| 10. | Darn Thet Dream                     | Eddie DeLange, James Van Heusen                      | 4:25  |
| 11. | Move                                | Denzil Best                                          | 3:13  |
| 12. | Moon Dreams                         | Chummy MacGregor, Johnny Mercer                      | 3:46  |
| 13. | Budo (Hallucinations)               | Bud Powell, Miles Davis                              | 4:23  |

Az első kilenc felvétel 1948. szeptember 4-én készült, a többi szeptember 18-án, New York-ban, a Royal Roost-ban.

## Közreműködők
- Miles Davis – trombita (az összes dalon)
- Kai Winding – harsona (1949. januári felvételeken)
- J. J. Johnson – harsona (1949. áprilisi és 1950. márciusi felvételeken)
- Junior Collins – kürt (1949. januári felvételeken)
- Sandy Siegelstein – kürt (1949. áprilisi felvételeken)
- Gunther Schuller – kürt (1950. márciusi felvételeken)
- Bill Barber – tuba (az összes dalon)
- Lee Konitz – altszaxofon (az összes dalon)
- Gerry Mulligan – baritonszaxofon (az összes dalon)
- Al Haig – zongora (1949. januári felvételeken)
- John Lewis – zongora (1949. áprilisi és 1950. márciusi felvételeken)
- Joe Shulman – nagybőgő (1949. januári felvételeken)
- Nelson Boyd – nagybőgő (1949. áprilisi felvételeken)
- Al McKibbon – nagybőgő (1950. márciusi felvételeken)
- Max Roach – dobok (1949. januári és 1950. márciusi felvételeken)
- Kenny Clarke – dobok (1949. áprilisi felvételeken)
- Kenny Hagood – ének (csak a Darn That Dream dalon)

The Complete Birth Of The Cool (The Live Sessions)
- Miles Davis – trombita
- Mike Zwerin – harsona
- Junior Collins – kürt
- Bill Barber – tuba
- Lee Konitz – altszaxofon
- Gerry Mulligan – baritonszaxofon
- John Lewis – zongora
- Al McKibbon – nagybőgő
- Max Roach – dobok
- Kenny Hagood – ének (csak a Why Do I Love You és Darn That Dream dalokon)